# 旧制中等工業学校

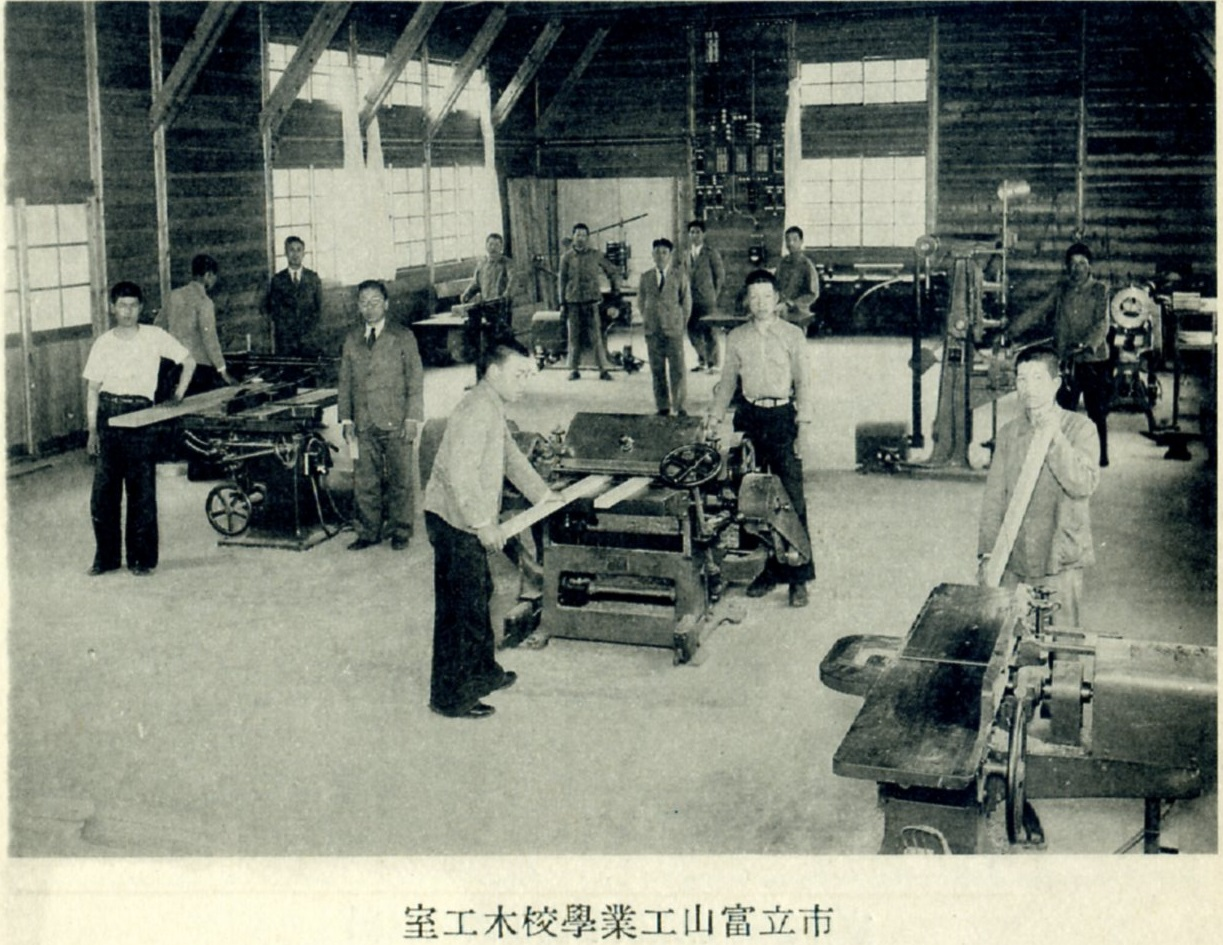
市立富山工業学校木工室（1939年）

旧制中等工業学校（きゅうせいちゅうとうこうぎょうがっこう）は、旧学制の実業学校（中等教育学校）程度の工業学校の一覧である。

## 北海道地方

### 北海道
- 北海道庁立旭川工業学校　-　北海道旭川工業高等学校
- 北海道庁立釧路工業学校　-　北海道釧路工業高等学校
- 北海道庁室蘭工業学校　-　北海道室蘭工業高等学校
- 北海道庁立苫小牧工業学校　-　北海道苫小牧工業高等学校
- 北海道庁美唄工業学校　-　北海道美唄工業高等学校
- 北海道庁立札幌工業学校　-　北海道札幌工業高等学校
- 函館区立工業学校（後、北海道庁立）　-　北海道函館工業高等学校
- 北海道庁立旭川第二工業学校　-　北海道旭川商業高等学校
- 北海商業学校/北海工業学校  -  北照高等学校
- 北海道立三笠工業学校　-　北海道三笠高等学校
- 札幌豊陵工業学校　-　北海学園札幌高等学校
- 北海道庁立小樽工業学校　-　北海道小樽工業高等学校

## 東北地方

### 青森県
- 青森県立青森工業学校 ⇒ 青森県立青森工業高等学校
- 青森県立青森第二工業学校 ⇒ 青森県立青森商業高等学校（1954年）
- 青森県立弘前工業学校 ⇒ 青森県立弘前工業高等学校
- 八戸市立工業学校⇒青森県立八戸工業高等学校

### 秋田県
- 秋田県立工業学校　-　秋田県立秋田工業高等学校
- 秋田県工業講習所 - 秋田県立能代工業高等学校

### 宮城県
- 宮城県立工業学校　-　宮城県工業高等学校
- 仙台市徒弟実業学校（後、仙台市工業学校・仙台工業学校）　-　仙台市立仙台工業高等学校
- 仙台市職工学校（後、仙台工業学校）　-　仙台市立仙台工業高等学校
- 石巻町立石巻工業学校　-　宮城県石巻商業高等学校

### 山形県
- 米沢市立工業学校（後、山形県立米沢工業学校）　-　山形県立米沢工業高等学校
- 山形県立山形工業学校　-　山形県立山形工業高等学校

### 福島県
- 福島電気工業学校(1942年)  -  松韻学園福島高等学校
- 福島県郡山工業学校　-　福島県立郡山北工業高等学校
- 福島県立工業学校（後、会津工業学校）　-　福島県立会津工業高等学校
- 福島県立会津第二工業学校　-　福島県立会津第二高等学校
- 福島県立平工業学校　-　福島県立平工業高等学校
- 福島県立川俣工業学校（もとは川俣町立川俣染織補習学校、後、福島県立川俣染織学校）　-　福島県立川俣高等学校

## 関東地方

### 茨城県
- 谷田部町立筑波実習学校（後、茨城県谷田部実業学校）- 茨城県立つくば工科高等学校
- 茨城県立工業学校（後、茨城県立水戸工業学校）- 茨城県立水戸工業高等学校
- 茨城県立湊工業学校　- 茨城県立那珂湊第一高等学校

### 栃木県
- 足利織物講習所(1885年)（後、栃木県工業学校(1895年)- 栃木県立足利工業学校）- 栃木県立足利工業高等学校
- 日立工場徒弟学校（1911年）

### 群馬県
- 伊勢崎織物業組合立染織講習所　-　伊勢崎染織学校　-　群馬県立工業学校（後、伊勢崎工業学校）　-　群馬県立伊勢崎工業高等学校
- 伊勢崎町立商工補習学校（後、群馬県立伊勢崎商学校）　-　群馬県立伊勢崎商業高等学校
- 群馬県立桐生工業学校　-　群馬県立桐生工業高等学校
- 前橋市立前橋工業学校（後、群馬県立）　-　群馬県立前橋工業高等学校
- 県立前橋商併設前橋第二工業学校（後、前橋第二工業学校・前橋商工学校）　-　 群馬県立前橋商業高等学校
- 富岡製糸場工女教育、工女余暇学校

### 埼玉県
- 埼玉県川越市立工業学校  - 川越市立川越高等学校
- 大宮実科工業学校　- 埼玉県立大宮高等学校

### 千葉県
- 日本大学工業学校(1929年)  -  日本大学習志野高等学校
- 市立千葉工業学校（後、千葉県立千葉工業学校）- 千葉県立千葉工業高等学校
- 千葉県立銚子工業学校(1944年）- 千葉県立銚子商業高等学校
- 千葉市立工業学校  -  千葉県立千葉商業高等学校

### 東京都

#### 官立
- 工部省三田製作所職工養成（1880年）
- 東京職工学校附属職工徒弟学校（1890年）- 東京工業大学附属科学技術高等学校
- 東京商業学校付設商工徒弟講習所（1886年）→ 職工徒弟学校（1890年）
- 鉄道電信技術伝習生養成所（1891年）
- 鉄道教習所（1909年）
- 高等通信講習所工業学校
- 鉄道省鉄道運輸事務伝習所

#### 公立
- 八王子織物染色講習所（1887年）→ 東京府立八王子工業学校 - 東京都立八王子工業高等学校 → 東京都立八王子桑志高等学校に校地継承
- 東京府職工学校（1900年）- 東京都立墨田工科高等学校
- 東京府立工芸学校（1906年） - 東京都立工芸高等学校
- 桃井実業補習学校（1913年） - 東京都立中野工科高等学校
- 東京府北豊島郡立商工学校（1920年） - 東京都立北豊島工科高等学校
- 東京府立化学工業学校（1920年）- 東京都立化学工業高等学校 (廃校)
- 東京府家具工養成所（1925年）
- 東京市立浅草工業専修学校（1924年） - 東京都立蔵前工科高等学校
- 本所区平工業学校（1935年） - 東京都立本所工科高等学校
- 東京市立向島工業学校（1938年） - 東京都立向島工業高等学校 → 東京都立橘高等学校に校地継承
- 東京府立機械工業学校（1939年） - 東京都立小金井工科高等学校
- 東京府立第二機械工業学校（1940年） - 東京都立世田谷工業高等学校 → 東京都立総合工科高校に校地継承
- 東京市立王子工業学校（1941年） - 東京都立王子工業高等学校 → 東京都立王子総合高等学校に校地継承
- 東京市立城東工業学校（1941年） - 東京都立江東工業高等学校 → 東京都立科学技術高等学校に校地継承
- 東京市立第五工業補習夜学校（1918年） -  東京都立向島商業高等学校 (廃校)
- 東京府立第二化学工業学校（1941年）→都立三鷹化学工業学校 → 都立京橋化学工業学校 - 東京都立羽田工業高等学校 (廃校)
- 東京都立本郷工業学校
- 東京都立女子工業学校
- 東京都立渋谷工業学校
- 東京都立京橋工業学校
- 東京都立国立工業学校
- 東京都立武蔵工業学校
- 東京都立多摩工業学校

#### 私立
- 江戸川製陶所
- 秀英舎職工学校(1878年)
- 早稲田実業学校
- 安田工業学校 - 安田学園高等学校
- 東京工業学校 → 東京工業高等学校 - 日本工業大学附属駒場高等学校
- 攻玉社第一工業学校・攻玉社第二工業学校 - 攻玉社高等学校
- 法政大学工業学校 → 法政大学第二高等学校
- 東京電機工業学校 → 電機第一工業学校、電機第二工業学校 - 東京電機大学高等学校
- 昭和第一工業学校 - 昭和第一学園高等学校
- 城南工業学校
- 大森工業学校 - 大森学園高等学校
- 目黒工業学校 - 目黒学院高等学校
- 東都工業学校
- 京華工業学校 - 京華商業高等学校
- 中央工業学校 - 中央学院大学中央高等学校
- 慶應義塾三田工業学校
- 東洋工業学校 - 東洋高等学校
- 京北工業学校 - 京北学園白山高等学校
- 東光工業学校 - 東京都立府中高等学校
- 郁文館工業学校 - 郁文館グローバル高等学校
- 都南工業学校 - 東京学園高等学校
- 東実工業学校 - 東京実業高等学校
- 巣鴨工業学校 - 巣鴨高等学校
- 大東工業学校
- 東亜工業学校 - 東亜学園高等学校
- 国士舘工業学校 - 国士舘高等学校
- 成立工業学校 - 成立学園高等学校
- 足立工業学校 - 足立学園高等学校
- 豊島工業学校 - 豊島学院高等学校
- 順天工業学校 - 順天高等学校
- 正則工業学校 - 正則学園高等学校
- 錦城工業学校 - 錦城学園高等学校
- 東京保善工業学校 - 保善高等学校
- 力行工業学校
- 豊南工業学校 - 豊南高等学校
- 電波工業学校
- 久我山電波工業学校 - 國學院大學久我山高等学校
- 京王工業学校・帝国工業学校 - 専修大学附属高等学校
- 工学院工業学校 - 工学院大学附属高等学校
- 日本大学第二工業学校 - 日本大学第二高等学校
- 日本大学第三工業学校 - 日本大学第三高等学校
- 電気通信工業学校・東海工業学校 - 東海大学付属高輪台高等学校
- 鐘紡職工学校、鐘紡技術学校（1906年）
- 芝浦工業学校 - 芝浦工業大学附属高等学校
- 聖橋工業学校
- 石川島高等工学校  -  石川島工業高等学校
- 東京育英工芸学校（1935年） - サレジオ工業高等専門学校
- 帝国第一工業学校  -  関東第一高等学校
- 帝国第二工業学校

- 岩倉鉄道学校（1901年）、泰東工業学校 - 岩倉高等学校

### 神奈川県
- 神奈川県立神奈川工業学校（1911年） - 神奈川県立神奈川工業高等学校
- 神奈川県立第二工業学校/神奈川県立平塚工業学校（1939年） - 神奈川県立平塚工業高等学校
- 横浜市立鶴見工業実習学校/横浜市立鶴見工業学校（1936年） - 横浜市立鶴見工業高等学校
- 日本大学第四工業学校 - 日本大学高等学校
- 法政大学第二工業学校 - 法政大学第二高等学校

## 中部地方

### 新潟県
- 新潟県立柏崎工業学校　-　新潟県立柏崎工業高等学校
- 新潟県立工業学校（後、新潟県立長岡工業学校）　-　新潟県立長岡工業高等学校

### 石川県
- 金沢区工業学校(1887年)　-　石川県立工業高等学校
- 金沢市立工業学校・金沢市立第一工業学校（1893年) -  金沢市立工業高等学校

### 山梨県
- 郡立山梨県立工業学校、郡立南都留染織学校(1901年)  -  山梨県立谷村工業高等学校
- 山梨高等工学校　-　山梨県立甲府工業高等学校

### 長野県
- 長野県立工業学校(1918年)　-　長野県長野工業高等学校

### 静岡県
- 吉田村立堰南学校(1900年) - 静岡県立榛原高等学校
- 静岡県専修工業学校（後、青年学校）　-　静岡県立静岡工業高等学校
- 静岡県染色講習所, 静岡県立浜松工業学校  -  静岡県立浜松工業高等学校
- 静岡県興誠商業学校/興誠航空工業学校  -  （興誠高等学校、興誠中学校・高等学校を経て）浜松学院中学校・高等学校

### 愛知県
- 愛知工業学校（後、愛知県機械工業学校）　-　愛知県立愛知工業高等学校
- 豊川市立工業学校　-　愛知県立豊川工業高等学校
- 大同工業学校　-　大同大学大同高等学校
- 名古屋市立工芸学校（後、名古屋市立第二工業学校）　-　名古屋市立工芸高等学校
- 名古屋市立機械専修學校（後、名古屋市立機械工業學校）　-　市立八剣工業高等学校と市立明徳工業高等学校が統合し、名古屋市立工業高等学校
- 名古屋市立工芸學校（名古屋市立第二工業學校）　-　名古屋市立工芸高等学校
- 名古屋市立航空工業學校（後、名古屋市立明徳工業學校、名古屋市立明徳工業高等学校）
- 愛知県常滑工業学校　-　愛知県立常滑高等学校

## 近畿地方

### 三重県
- 津市立工芸学校（1917年）　-　三重県立津工業高等学校

### 滋賀県
- 滋賀県立彦根工業学校（1920年、後滋賀県立短期大学附属工業高等学校等）　-　滋賀県立彦根工業高等学校
- 滋賀県立瀬田工業学校（1938年）　-　滋賀県立瀬田工業高等学校

### 京都府
- 京都府立綾部工業学校　-　京都府立綾部高等学校
- 京都市染織学校（後、京都市立工業学校、京都市立第一工業学校　-　京都市立洛陽工業高等学校
- 京都染工講習所（1886年）

### 大阪府
- 大阪府立職工学校（後、府立西野田職工学校、西野田工業学校）　-　大阪府立西野田工科高等学校
- 大阪府立職工学校今宮分校（後、今宮職工学校、今宮工業学校）　-　大阪府立今宮工科高等学校
- 大阪府立第五職工学校（後、大阪府立堺工業学校）　-　大阪府立堺工科高等学校
- 大阪府立第六職工学校（後、大阪府立淀川工業学校）　-　大阪府立淀川工科高等学校
- 大阪府立佐野職工学校（後、大阪府立佐野工業学校）　-　大阪府立佐野工科高等学校
- 大阪府立航空工業学校（後、大阪府立布施工業学校）　-　大阪府立布施工科高等学校
- 大阪労働学校（1923年）
- 大阪市立生野工業学校　-　大阪市立生野工業高等学校（のち大阪府に移管し大阪府立生野工業高等学校）
- 大阪市立泉尾工業学校　-　大阪市立泉尾工業高等学校（のち大阪府に移管し大阪府立泉尾工業高等学校）
- 大阪府立堺職工学校　-　大阪府立堺工科高等学校
- 大阪市立住吉工業学校　-　大阪市立住吉商業高等学校（のち大阪府に移管し大阪府立住吉商業高等学校）
- 三菱職工学校
- 大阪市立泉尾工業専修学校（後、大阪市立泉尾第二工業学校）　-　大阪市立泉尾第二工業高等学校
- 大阪市立大阪工業学校（1907年,後、大阪市立都島工業学校）　-　大阪市立都島工業高等学校 （のち大阪府に移管し大阪府立都島工業高等学校）
- 大阪市立大阪工業学校付属工業補習夜学校(後、大阪市立都島第二工業学校）　-　大阪市立都島第二工業高等学校
- 大阪市立工芸学校　-　大阪市立工芸高等学校（のち大阪府に移管し大阪府立工芸高等学校）
- 堺市立工業学校　-　堺市立工業高等学校（堺市立堺高等学校へ統合）
- 大阪市立酉島工業学校
- 市岡工業学校 - (市岡商業学校に再転換) 大阪市立市岡商業高等学校
- 関西工業学校　-　常翔学園高等学校
- 大鉄工業学校　-　阪南大学高等学校
- 浪速工業学校　-　星翔高等学校
- 日本工業学校　-　近畿大学附属高等学校
- 大阪鉄道学校　-　大阪産業大学附属高等学校、大阪桐蔭高等学校
- 大阪電気学校（後、浅香山電機工業学校）　-　清風高等学校
- 東亜電気通信工学校　-　大阪電気通信大学高等学校
- 関西工業学校/摂南工業学校  -  (統合)摂南学園高等学校
- 浪速工学校浪速工業学校  -  星翔高等学校
- 大阪電気学校堺分校/財団法人浅香山電機工業学校/浅香山高等学校・中学校(1937年,浅香山電気工業学校）- 清風高等学校
- 昭和鉄道学校・昭和高等鉄道学校  -  昭和鉄道高等学校
- 財団法人福武学園福武工業学校  -  関西大学北陽高等学校
- 久保田工業学校  -  興國高等学校
- 報徳工学校(1944) 報徳学園工業学校  -  報徳学園高等学校
- 財団法人住友職工養成所（1916年）財団法人住友工業学校 学校法人住友工業高等学校 - 尼崎市立尼崎産業高等学校
- 豊島工業学校(1944年,豊島商業学校併設)
- 私立明星工業学校(1944年)　-　明星高等学校

### 兵庫県
- 神戸市立松野実業学校（後、神戸市立第一工業学校）　-　神戸市立科学技術高等学校
- 神戸市立北神工業学校　-　神戸市立兵庫商業高等学校
- 三菱造船神戸職工学校（1919年）神戸三菱職工学校
- 兵庫県立工業学校（後、第一神戸工業学校）　-　兵庫県立兵庫工業高等学校
- 兵庫県立航空工業学校（後、県立機械工業学校）　-　兵庫県立兵庫工業高等学校
- 兵庫県立姫路工業学校　-　兵庫県立姫路工業高等学校
- 兵庫県立洲本工業学校　-　兵庫県立洲本実業高等学校
- 兵庫県立西脇工業学校　-　兵庫県立西脇高等学校
- 兵庫県立龍野工業学校　-　兵庫県立龍野実業高等学校
- 兵庫県立豊岡工業学校　-　兵庫県立豊岡総合高等学校
- 村野工業学校　-　神戸村野工業高等学校

### 和歌山県
- 和歌山県立和歌山工業学校　-　和歌山県立和歌山工業高等学校
- 和歌山県立西浜工業学校　-　和歌山県立和歌山工業高等学校

## 中国地方

### 鳥取県
鳥取県立鳥取工業学校・鳥取県立鳥取第一工業学校　-　鳥取県立鳥取工業高等学校

### 岡山県
- 岡山県笠岡工業学校　-　岡山県立笠岡工業高等学校
- 岡山県立工業高等学校（後、県第一工業学校）岡山県立岡山工業高等学校
- 岡山県倉敷工業学校　-　岡山県立倉敷工業高等学校
- 岡山県立津山工業学校　-　岡山県立津山工業高等学校
- 岡山県片上工業学校　-　岡山県立備前緑陽高等学校
- 山陽工業学校　-　おかやま山陽高等学校

### 広島県
- 広島県職工学校（1897年　後、広島県立工業学校）　-　広島県立広島工業高等学校
- 広島工業専修学校（後、広島市工業専修青年学校、広島市工業学校）　-　広島市立広島工業高等学校
- 三原工業学校  -  如水館中学校・高等学校

### 山口県
- 山口県立工業学校（1903年） -  山口県立宇部工業高等学校
- 山口県立山口工業学校　-　山口県立山口高等学校

## 四国地方

### 徳島県
- 徳島県立工業学校　-　徳島県立徳島工業高等学校
- 徳島市立工芸青年学校・徳島市工業学校　-　徳島県立徳島東工業高等学校

### 香川県
- 香川県工芸学校-香川県立工芸学校-香川県立高松工業学校-香川県立高松工芸学校-香川県立高松工芸高等学校

### 高知県
- 高知工業学校　-　高知県立高知工業高等学校

## 九州地方

### 福岡県
- 戸畑工業学校　-　福岡県立戸畑工業高等学校
- 私立三井工業学校(1908年)　-　福岡県立三池工業高等学校
- 福岡県福岡工業学校(1896年)  -  福岡県立福岡工業高等学校
- 福岡県立福岡工業学校小倉分校(1899年、後、福岡県立小倉工業学校)　-　福岡県立小倉工業高等学校
- 福岡市立第一工業学校  -  福岡市立博多工業高等学校
- 福岡市立第二工業学校
- 福岡県柳河工業学校  -  柳川高等学校
- 大牟田職業学校・大牟田工芸学校・大牟田工業学校 - 大牟田高等学校
- 大牟田工芸学校(1920年) 大牟田工業学校 - 大牟田工業高等学校 大牟田高等学校
- 八幡製鉄所幼年職工養成所（1910年）

### 佐賀県
- 佐賀県立工業学校
- 佐賀県立工業学校有田分校(後、佐賀県立有田工業学校)　-　佐賀県立有田工業高等学校

### 長崎県
- 長崎県立長崎工業学校　-　長崎県立長崎工業高等学校

### 熊本県
- 飽託郡立工業徒弟学校(1900年) 熊本市立工業徒弟学校
- 熊本県工業學校・熊本県立工業學校　-　熊本県立熊本工業高等学校
- 熊本県立工商学校(後、熊本県立商業学校）　-　熊本県立熊本商業高等学校
- 水俣町立熊本県水俣実務学校（後、熊本県水俣農工学校）　-　熊本県立水俣高等学校
- 川町立鹿児島県岩川工業高校（後、鹿児島県立岩川工業学校）　-　鹿児島県立岩川高等学校
- 君が淵電波塾/君が淵電波学院  -  文徳高等学校
- 東亜鉄道学院  -  開新高等学校

### 大分県
- 大分県立工業学校（後、大分県立大分工業学校)　-　大分県立大分工業高等学校
- 大分県立日田林工学校  -  大分県立日田林工高等学校

### 宮崎県
- 宮崎県立延岡工業学校　-　宮崎県立延岡工業高等学校
- 久保学園都城高等電子工業学校(久保学園都城電子工業高等学校) - 都城高等学校

### 鹿児島県
- 鹿屋市立鹿屋工業学校　-　鹿児島県立鹿屋工業高等学校
- 鹿児島郡立工業徒弟学校・鹿児島県立工業学校　-　鹿児島県立鹿児島工業高等学校
- 川内商業学校併設川内工業学校　-　鹿児島県立川内商工高等学校
- 鹿児島県立岩川工業学校　-　鹿児島県立岩川高等学校
- 鹿児島県出水町立出水実業学校（後、鹿児島県立）-　鹿児島県立出水工業高等学校
- 鹿児島市立工業学校(後、鹿児島商業学校）　-　鹿児島市立鹿児島商業高等学校
- 鹿児島県頴娃村立高等公民学校(後、青年学校から頴娃工業学校）　　-　鹿児島県立頴娃高等学校
- 知覧村立工業徒弟学校　-　鹿児島県立薩南工業高等学校
- 鹿児島郡立工業徒弟学校（後、鹿児島県立工業学校・鹿児島県立鹿児島工業学校　-　鹿児島県立鹿児島工業高等学校